# دییاکوویتشکی
دییاکوویتشکی (به چکی: Dyjákovičky) یک منطقهٔ مسکونی در جمهوری چک است که در ناحیه زنویمو واقع شده‌است. دییاکوویتشکی ۱۳ کیلومتر مربع مساحت و ۴۴۸ نفر جمعیت دارد و ۲۱۶ متر بالاتر از سطح دریا واقع شده‌است.